# Боинг 717
Боинг 717 (енгл. Boeing 717) је авион за регионалне летове са 100 седишта и најмањи авион који је производио Боинг.

## Пројектовање и развој
717 потиче од MD-95, који је почео да развија Макдонел Даглас, директан наследник Макдонел Даглас MD-90 (новија варијанта Даглас ДЦ-9, који је први пут полетео 1965. године). Када се та компанија ујединила са Боингом, авиону је промењено име.
Први прототип серије 717-200 је полетео 2. септембра 1998. а у саобраћај је ушао у септембру 1999. у компанији ValuJet (данас AirTran). Боинг је планирао да направи и већу верзију 717-300 али је због тога што би то нашкодило продаји његовог већ постојећег модела 737-600 одустао иако је постојало ограничено интересовање међу авио-компанијама.
Због велике конкуренције 717 се јако слабо продавао последњих година па је Боинг одлучио да прекине производњу. Последња два авиона испоручена су 23. маја 2006. компанијама Ер Тран и Мидвест ерлајнс. У августу 2006. на редовним линијама широм света је летело 156 Боинга 717.
Спецификације:
- Посада: 2 (пилот и копилот)
- Капацитет: од 106 до 117 седишта, у зависности од конфигурације
- Дужина: 37,8
- Распон крила: 28,4
- Висина: 8,9
- Површина крила: 92,97
- Максимална тежина (MTOW): 49900
- Мотори: Ролс Ројс BR715-A1-30 (82,3 kN)
- Долет: 2650